# De Jonge Voorn
De Jonge Voorn (ook: De Nieuwe Voorn of Het Vierendeel) is een voormalige industriemolen in Wormerveer in de Nederlandse provincie Noord-Holland.

## Geschiedenis
De molen werd gebouwd als papiermolen in 1687. Eigenaar was Gerrit Jacobsz. Wit. Van 1733-1817 was de molen in bezit van de familie Honig, waarna hij overging op Jan Vis, en in 1827 op Albert Vis. De molen werd in 1818 omgebouwd tot pelmolen en ging werken voor Wessanen & Laan. Hij was de eerste rijstpeller aan de Zaan.
Op 26 augustus 1823 werd de molen door de bliksem getroffen, en op 27 juni 1868 ontstond er opnieuw brand, maar de molen kon behouden blijven.
In 1893 werd een gasmotor van 170 pk geplaatst, en deze werd in 1907 door een stoommachine vervangen. De molen werd ontmanteld en met plaatijzer beslagen, zodat een soort fabriek overbleef. Deze verbrandde op 19 februari 1909. Slechts de oude molenschuur bleef gespaard. Vervolgens werd een stenen fabriek gebouwd, die de naam "Java" kreeg. Deze functioneerde tot in de jaren '20 van de 20e eeuw, en kwam daarna leeg te staan. De oude molenschuur en de fabriek werden gesloopt in 1941.
De molenstenen, die sinds 1818 niet meer werden gebruikt en in het weiland lagen, werden in de jaren 90 van de 20e eeuw door Staatsbosbeheer uitgegraven en bij de ingang van hun gebied te Westzaan een nieuwe plaats gegeven.